# Панкіпрська гімназія
Панкіпрська гімназія (Παγκύπριον Γυμνάσιον) була заснована у 1812 році архієпископом Кипріаносом. В ті часи Кіпр ще перебував під владою Османської імперії. Одразу після заснування вона отримала назву Еллінська (грецька) Школа Нікосії (Ελληνική Σχολή Λευκωσίας) і вона є найстарішою діючою  середньою школою  на острові Кіпр.
Спочатку навчання у школі відбувалось по чотирьохрічній програмі. У 1893 році школу було розширено, строк навчання збільшився до 6 років, а статус навчального закладу підвищило до ліцею. Тоді ж вона отримала свою сучасну назву.

## Подробиці
Будівля розміщена в межах старого міста Нікосія, напроти палацу архієпископа. Оригінальна будівля була знищена у 1920 році в результаті пожежі, того ж року школа була відновлена і повністю перебудована в неокласичному стилі.
Історичною цікавинкою є склеп школи, розташований під головним входом. За оповідями у цій крипті  на початку 19 століття архієпископ Кипріанос проводив таємні зустрічі з представниками Філікійської Етаїрії.
У школі також є значна колекція артефактів, мистецтва та книг. Бібліотека "Северіос", яка була відкрита в 1949 році, зберігає понад 60 000 рукописів.
У 1993 році Поштова служба Кіпру видало пам'ятну марку на честь внеску школи в освіту.

## Відомі випускники
- Архиєпископ Макаріос, колишній президент Кіпру, колишній студент [3]
- Тассос Пападопулос, колишній президент Кіпру [4]
- Глафкос Клерідес, колишній президент Кіпру    [джерело?]
- Крістофер А. Піссаридес, економіст Нобелівської премії [5]

## Зовнішні посилання
- Вебсайт  гімназії